# HMS Hermes (1898)
HMS Hermes byl britský chráněný křižník třídy Highflyer, který byl roku 1913 experimentálně přestavěn na první nosič hydroplánů provozovaný britským královským námořnictvem. Hermes byl potopen na počátku první světové války.

## Stavba

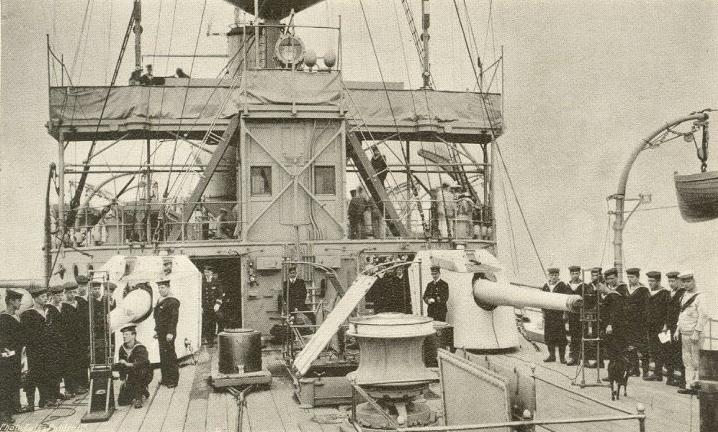
Můstek a 152mm kanóny křižníku Hermes

Loď byla postavena loděnicí Fairfield Shipbuilding and Engineering Company ve skotském Govanu. Spuštěna na vodu byla 7. dubna 1898 a do provozu uvedena v říjnu 1899. Několik následujících let sloužila jako vlajková loď flotily pro východní Indii.

## Konstrukce
Po dokončení tvořilo hlavní výzbroj lodi jedenáct 152mm kanónů, které doplňovalo devět 76mm kanónů, šest 47mm kanónů a dva 457mm torpédomety. Pancéřování tvořila pro chráněné křižníky obvyklá pancéřová paluba, v tomto případě silná 76 mm. Nejvyšší rychlost byla mírně přes 20 uzlů.

## Přestavba na nosič hydroplánů

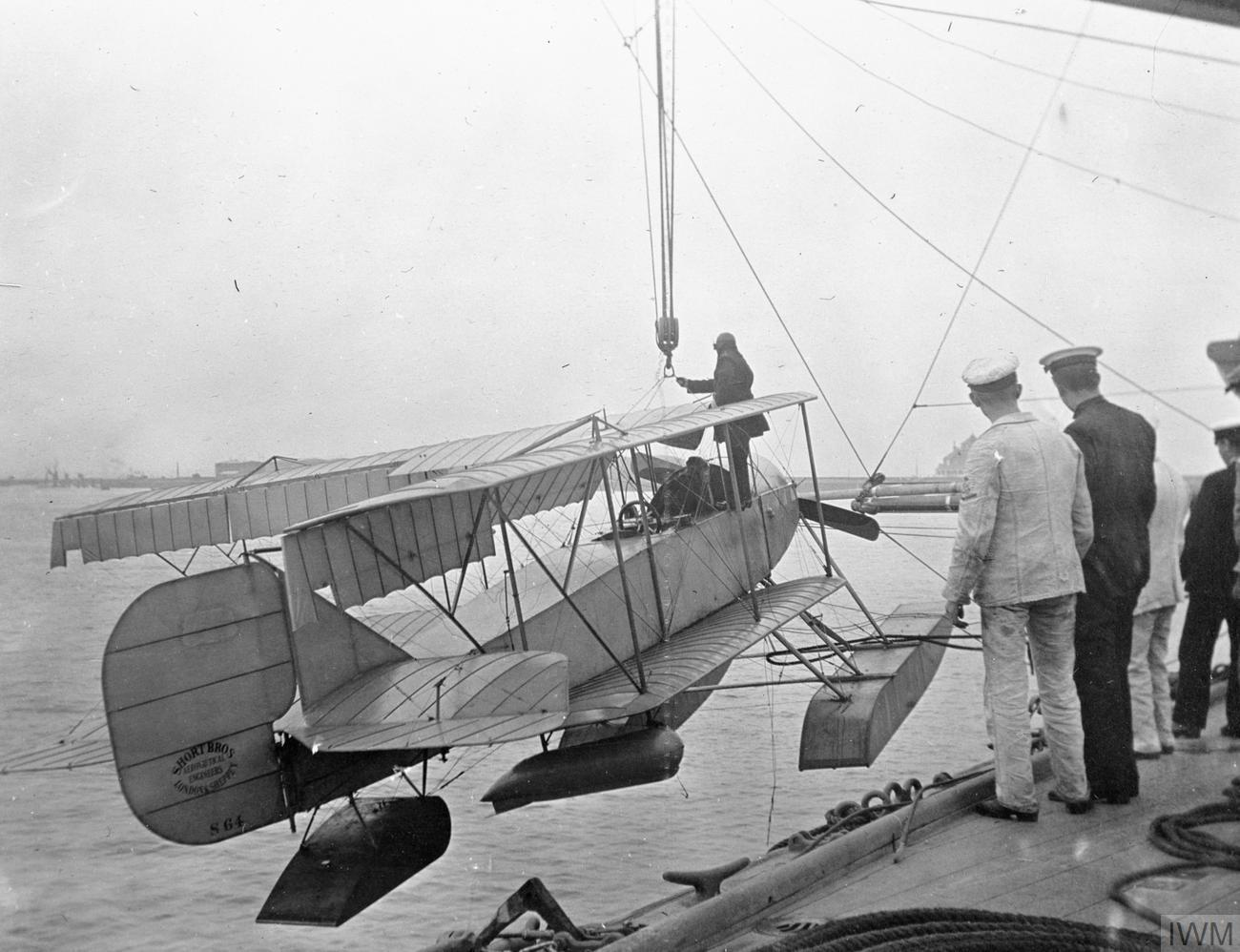
Hydroplán je vyzvedáván na palubu HMS Hermes

V roce 1913 byl tehdy již zastaralý křižník, po vzoru francouzské lodi Foudre, experimentálně přestavěn na nosič hydroplánů. Byl vybaven startovací plochou a hangáry pro tři hydroplány. Takto získané zkušenosti byly využity při stavbě dalších britských nosičů hydroplánů, z nichž jako první byla v prosinci 1914 dokončena HMS Ark Royal. Sám Hermes pak byl na konci roku 1913 převeden do rezervy.

## Operační služba
Na počátku první světové války byl Hermes již v rezervě, byl však reaktivován a používán při přepravě letounů do Francie. Během navratu z Dunkerque do Portsmouthu byl 31. října 1914 v Doverské úžině potopen torpédem německé ponorky SM U-27 (Wegener). Zahynulo 22 mužů posádky.